# Heinz Sebiger
Heinz Sebiger (* 9. März 1923 in Nürnberg; † 25. August 2016 ebenda) war ein deutscher Ökonom. Sebiger war Gründer und langjähriger Vorstandsvorsitzender der DATEV eG.

## Leben
Zusammen mit weiteren Steuerberatern und einem Rechtsanwalt gründete der Diplom-Volkswirt und Steuerberater Heinz Sebiger 1966 die DATEV eG, die heute einer der wichtigsten IT-Dienstleister für die Freien Berufe und mittelständische Unternehmen ist. Er leitete das Unternehmen bis 1996, als er den Vorstandsvorsitz an Dieter Kempf übergab. Laut DATEV Geschäftsbericht 1996 beschäftigte das Unternehmen zu diesem Zeitpunkt mehr als 4700 Mitarbeiter und erzielte Umsatzerlöse von nahezu einer Milliarde DM.
Sebiger hat sich auch durch zahlreiche Ehrenämter einen Namen gemacht. Er war 30 Jahre Präsident der Steuerberaterkammer Nürnberg. Von 1975 bis 1995 gehörte er dem Präsidium der Bundessteuerberaterkammer an. Intensiv kümmerte er sich um den Ausbau der Wirtschaftskontakte mit Japan.

## Ehrungen und Auszeichnungen
Für seine Verdienste wurde Sebiger mit zahlreichen Auszeichnungen bedacht, darunter 1996 mit der IHK-Ehrenmedaille. Im Jahr 1980 erhielt er den Bayerischen Verdienstorden, im Jahr 1988 das Große Verdienstkreuz des Verdienstordens der Bundesrepublik Deutschland. Die Universität Erlangen-Nürnberg verlieh ihm 1986 in Anerkennung seiner Verdienste die Ehrendoktorwürde, und 1997 wurde er zum Ehrenbürger seiner Heimatstadt Nürnberg ernannt, nachdem er bereits 1995 die Bürgermedaille der Stadt erhalten hatte. Seit 2007 trug er den Ehrenring in Gold der Bundessteuerberaterkammer, der erstmals für ein Lebenswerk vergeben wurde. Im Mai 2008 wurde Sebiger für seine Verdienste um die deutsch-japanischen Beziehungen im Namen des japanischen Kaisers mit dem kleinen Orden der Aufgehenden Sonne mit Rosette (Kyokujitsu shōjushō) ausgezeichnet.

### Namensgebung
Die gemeinnützige DATEV-Stiftung Zukunft zeichnet seit 2018 jedes Jahr eine Dissertation mit dem nach Sebiger benannten Dr.-Heinz-Sebiger-Preis aus.